# Mihail Voronin
Mihail Voronin (în rusă Михаил Воронин; n. 26 martie 1945, Moscova, RSFS Rusă, URSS – d. 22 mai 2004, Krasnogorsky District⁠(d), Moscova, Rusia) a fost un gimnast artistic ce a reprezentat Uniunea Republicilor Sovietice Socialiste, medaliat olimpic. A participat la 2 ediții ale Jocurilor Olimpice (1968, 1972) în care a câștigat două medalii de aur, 6 medalii de argint și o medalie de bronz.